# Stephen Fincher
Stephen Lee Fincher (Memphis, 7 febbraio 1973) è un politico statunitense, membro della Camera dei Rappresentanti per lo stato del Tennessee dal 2011 al 2017.

## Biografia
Nato a Memphis, Fincher lavorò sempre nell'azienda agricola di famiglia finché si interessò alla politica e aderì al Partito Repubblicano.
Nel 2010 si candidò alla Camera dei Rappresentanti per il seggio lasciato vacante dal deputato democratico John S. Tanner. Nonostante la composizione prevalentemente democratica del distretto, Fincher prevalse largamente sugli avversari e venne eletto. La stessa cosa si ripeté due anni dopo, quando gli elettori lo riconfermarono per un altro mandato al Congresso. Nel 2014 ottenne il terzo mandato, poi nel 2016 annunciò la sua intenzione di non ricandidarsi a nuove elezioni e lasciò il Congresso dopo sei anni.